# Nunkovics Tibor
Nunkovics Tibor magyar közgazdász, politikus, közgazdász; 2019. július 8. óta a Jobbik Magyarországért Mozgalom országgyűlési képviselője és frakcióvezető-helyettese.

## Családja
Felesége Nunkovics-Kovács Luca. Közös gyermekük Nunkovics Janka és Nunkovics Zente Tibor.

## Életrajz

### Tanulmányai
1999 és 2003 között a dorogi Zsigmondy Vilmos Gimnázium és Informatikai Szakközépiskolában végezte el középfokú tanulmányait, s maturált 2003-ban. 2003 és 2004 között elvégezte az ECDL képzést a Zsigmondy Vilmos Gimnázium és Informatikai Szakközépiskolában. 2010 és 2014 között az Edutus  Főiskolán tanult levelező munkarendű gazdálkodási és menedzsment szakon, amit KKV szakirányon végzett el.
Tárgyalási szinten tud angol nyelven.

### Munkássága
2004 és 2010 között gépbeállítóként dolgozott egy német multinacionális vállalatnál.

### Politikai pályafutása
2010 óta tagja a Jobbik Magyarországért Mozgalomnak.
2014-2019 között a Jobbik országgyűlési frakciójának szakmai tanácsadójaként dolgozott. Ezt megelőzően 10 évig dolgozott egy multinacionális vállalatnál. 
2019. július 8. óta a Jobbik Magyarországért Mozgalom országgyűlési képviselője és frakcióvezető-helyettese. 2019. július 8. óta az Országgyűlés Fenntartható fejlődés bizottságának az alelnöke. 2019. október 21. óta az Országgyűlés A Fenntartható fejlődés bizottsága feladatkörébe tartozó törvények végrehajtását, társadalmi és gazdasági hatását, valamint a deregulációs folyamatokat figyelemmel kísérő albizottságának az elnöke.
A 2021-es magyarországi ellenzéki előválasztáson Esztergomban egyetlen jelöltként indult és győzött a Komárom-Esztergom megyei 2. sz. országgyűlési egyéni választókerületben, de az országgyűlési választáson már vereséget szenvedett a kormánypárt jelöltjével szemben.
2021-ben lemondott a képviselői béremeléséről és azóta minden hónapban jótékony célra ajánlja fel azt.